# Larry Black
Larry Black , właśc. Lawrence Jeffery Black (ur. 20 lipca 1951 w Miami, zm. 8 lutego 2006 tamże) – amerykański lekkoatleta sprinter, mistrz  i wicemistrz olimpijski z 1972 z Monachium.
Zdobył akademickie mistrzostwo Stanów Zjednoczonych (NCAA) w biegu na 220 jardów w 1971. Był wówczas studentem North Carolina Central University. W 1972 dwukrotnie uzyskał czas 20,0 s w biegu na 200 metrów.
Na igrzyskach olimpijskich w 1972 w Monachium Black zdobył srebrny medal w biegu na 200 metrów przegrywając z Walerym Borzowem. Był również członkiem amerykańskiej sztafety 4 × 100 metrów, gdzie biegł na 1. zmianie, która zdobyła złoty medal, w finale poprawiając rekord świata czasem 38,19 s (biegła w składzie: Black, Robert Taylor, Gerald Tinker i Edward Hart). Tinker był kuzynem Blacka.
Po zakończeniu kariery sportowej pracował w administracji Miami jako dyrektor wydziału parków i obiektów rekreacyjnych. Zmarł w 2006 na tętniaka.

## Rekordy życiowe
- bieg na 100 jardów – 9,3 s (1974)
- bieg na 200 metrów – 20,19 s (1972)
- bieg na 440 jardów – 46, 6 s (1970)